# Математический фикционализм
Математический фикционализм — представление о математическое понятиях и теориях, как о логических фикциях, не имеющих отношения к структуре реальности. Математический фикционализм представлен двумя основными разновидностями. Первую форму фикционализма в математике как основную характеристику некоторых математических понятий, не имеющих реального значения, но полезных для объяснения связей между числами и простыми функциями, дал Лейбниц (для понятия бесконечно малой величины). Как операционный метод фикционализма первой формы использовали Л. Карно, Н. И. Лобачевский и Д. Гильберт. Вторая форма фикционализма в математике исходит из положения, что математические понятия, как идеализации, представляют собой лишь мысленные конструкции, не имеющие аналога в действительности. Вторая форма фикционализма, основываясь на ряде оснований математической практики, образует предпосылки для элиминации научного опыта из сферы знания, имеющего адекватный коррелят в действительности (Г. Файхингер). Согласно второй форме математического фикционализма простые объекты типа натуральных чисел или геометрических фигур не могут пониматься в качестве реальных и означенных, поскольку являются лишь продуктом многоступенчатой идеализации, имеющей только абстрактное значение. В общефилософском плане концепции математического фикционализма оппонируют концепции эмпирической и реалистической математики, пытающиеся обосновать определённое соответствие математических понятий с реальным миром.